# Laubmann
Der Laubmann ist ein Brauch aus vorchristlicher Zeit, der alljährlich in Langenbach im Taunus und Laubach im Taunus an Pfingsten gefeiert wird. Ein Ungetüm namens Laubmann marschiert durch das Dorf und lässt Menschen nur gegen ein Wegegeld vorbei. Jedes Jahr an Pfingsten steht er wieder auf. Viele Jahrhunderte konnte der Laubmann von traditionsbewussten Dörflern überleben. Er gilt als personifizierter Frühling oder germanischer Lichtgott, der zu neuem Leben erweckt wird.

## Feier
Um den Brauch zu feiern wird der älteste Junge des letzten Schuljahrganges in aller Frühe in frisches Maiengrün gewickelt. Das Wickeln von Fuß bis Kopf wird nach alter Tradition vorgenommen und dauert einige Stunden, schließlich darf man den Burschen am Ende nicht mehr durch das Laub hindurch erkennen. Die anderen Kinder hemmen (sperren) die Straßen mit einem Band und lassen Fahrzeuge erst dann weiterfahren, wenn sie ein kleines Wegegeld entrichtet haben. Am frühen Nachmittag wird der Laubmann auf einen Handwagen gelegt und aus dem Wald in das Dorf gezogen. Dann marschiert er in einem Festzug eigenständig durch die Dorfstraßen, teilweise gestützt durch Helfer aus dem gleichen Jahrgang. Begleitet wird er außerdem von zwei Baumträgern. Diese tragen zur Linken und zur Rechten des Laubmannes jeweils ein Tannenbäumchen, geschmückt mit Papierblumen als Zeichen des Wintertodes und ein frisches Birkenbäumchen, geschmückt mit Frühlingsblumen als Zeichen des Frühlings. Die ältesten Schulmädchen gehen von Haus zu Haus und sammeln in einem Korb Eier, und ein weiterer Bursche, der „Speckträger“, fordert mit einem langen Messer Speck ein. An vielen Punkten im Ort wurde früher angehalten und es wurden die alten Frühlingslieder „Nun will der Lenz uns grüßen“, „Grüß Gott Du schöner Maien“ und „Der Winter ist vergangen“ gesungen. Heute begleitet der Fanfarenzug Langenbach den Festzug und umrahmt den vergnügten Nachmittag musikalisch. Nach dem Umzug werden die Eier mit Speck gebraten und es beginnt das beliebte „Eieressen“.

## Ursprünge
Bei dem „Laubmann“ handelt es sich um einen Brauch aus vorchristlicher Zeit, der bis heute in einigen wenigen Orten erhalten geblieben ist. Ob aus der germanischen oder keltischen Zeit, ist unklar. Aber es heißt in einer Erklärung: Im „Laubmann“ ist der personifizierte Frühling selbst zu verstehen bzw. der alte germanische Lichtgott, bzw. Frühlingsgott Baldur, der im Winter tot, nun zu neuem Leben erweckt wurde.

## Parallelen

### Nach Ostpreußen
In früheren Zeiten zog in Ostpreußen der „wandelnde Frühling“ in Gestalt eines in frisches Grün gehüllten Burschen noch höchst persönlich, gefolgt von Gaben heischenden Kindern und Jugendlichen, durch die Ortschaften. Auf dem Lande war es häufig das Rind als heiliges Opfertier. Aus dem Grunde wurden festlich geschmückte Ochsen durch die Gemarkung getrieben. Sie sollten den Winter endgültig vertreiben. Der Laubmännchen-Brauch hatte in vielen Gemeinden des Landes eine lange Tradition, wurde aber Anfang des 19. Jahrhunderts nur noch in wenigen Landesteilen ausgeübt. Später hatten die Kinder die Aufgabe übernommen und zogen mit einem laub- und bändergeschmückten Handwagen durch die Straßen. Ihr bunter Zug hielt unter Gekicher vor den einzelnen Häusern an, um von den Frauen, ganz der damaligen Tradition entsprechend, Eier und Speck zu fordern. Die „Pfingstkinder“, wie sie genannt wurden, riefen altüberlieferte Sprüche.
Nach Beendigung des Umzugs wurden die Gaben untereinander verteilt und dann verzehrt. Der Namensgeber dieses alten Brauches, das Laubmännchen, nahm die Strapazen eines mehrstündigen Heischgesanges auf sich. Dabei musste er sich in guter Gesellschaft befinden.

### Zum schwedischen Mittsommerfest
Der Mittsommertag wurde ursprünglich am 24. Juni zum Gedenken an Johannes den Täufer gefeiert. Im Jahre 1953 wurde er auf den nächstfolgenden Samstag verschoben. In der bäuerlichen Gesellschaft wurde Mittsommer als eine Huldigung an den Sommer und an das Wachstum gefeiert. An gewissen Orten verkleidete man sich deshalb mit Farnblättern zu Laubmännchen.  Man schmückte auch seine Häuser und Geräte mit Laub und errichtete, wahrscheinlich schon im 16. Jahrhundert und nach deutschem Vorbild, hohe belaubte Maibäume, um die man tanzte. Mittsommer war vor allem ein Fest der Jugend, aber es war auch in den Hüttenwerken in Mittelschweden wichtig, wo alle Angestellten zu Hering, Bier und Branntwein eingeladen wurden.